# (400247) 2007 PA24
(400247) 2007 PA24 es un asteroide perteneciente al cinturón de asteroides, descubierto el 12 de agosto de 2007 por el equipo del Lincoln Near-Earth Asteroid Research desde el Laboratorio Lincoln, Socorro, Nuevo México.

## Designación y nombre
Designado provisionalmente como 2007 PA24.

## Características orbitales
2007 PA24 está situado a una distancia media del Sol de 2,338 ua, pudiendo alejarse hasta 2,839 ua y acercarse hasta 1,837 ua. Su excentricidad es 0,214 y la inclinación orbital 5,153 grados. Emplea 1306,15 días en completar una órbita alrededor del Sol.

## Características físicas
La magnitud absoluta de 2007 PA24 es 17,8.